# ITA Men’s All-American Championships 2016
Die Saint Francis Health System ITA Men’s All-American Championships 2016 wurden vom 1. bis 10. Oktober auf dem Campus der University of Tulsa in Tulsa, Oklahoma ausgetragen.

## Einzel

### Setzliste
| Nr. | Spieler              | Erreichte Runde |
| --- | -------------------- | --------------- |
| 1.  | Mikael Torpegaard    | Viertelfinale   |
| 2.  | Thai-Son Kwiatkowski | Achtelfinale    |
| 3.  | Christopher Eubanks  | Viertelfinale   |
| 4.  | Tom Fawcett          | Viertelfinale   |
| 5.  | Skander Mansouri     | Achtelfinale    |
| 6.  | Petros Chrysochos    | Sieg            |
| 7.  | Arthur Rinderknech   | 2. Runde        |
| 8.  | Ronnie Schneider     | 1. Runde        |

| Nr.    | Spieler           | Erreichte Runde |
| ------ | ----------------- | --------------- |
| 9.–16. | Nicolás Álvarez   | 1. Runde        |
| 9.–16. | William Bushamuka | 2. Runde        |
| 9.–16. | André Göransson   | 1. Runde        |
| 9.–16. | Gustav Hansson    | Achtelfinale    |
| 9.–16. | Florian Lakat     | Viertelfinale   |
| 9.–16. | Wayne Montgomery  | 1. Runde        |
| 9.–16. | Michael Redlicki  | Achtelfinale    |
| 9.–16. | Konrad Zieba      | 1. Runde        |

## Doppel
| Nr. | Paarung                             | Erreichte Runde |
| --- | ----------------------------------- | --------------- |
| 1.  | Julian Cash Arjun Kadhe             | 1. Runde        |
| 2.  | Filip Bergevi Florian Lakat         | Sieg            |
| 3.  | Skander Mansouri Christian Seraphim | Halbfinale      |
| 4.  | Herkko Pöllänen Mikael Torpegaard   | 2. Runde        |

| Nr.  | Paarung                        | Erreichte Runde |
| ---- | ------------------------------ | --------------- |
| 5–8. | Zvonimir Babic Filip Kraljevic | 2. Runde        |
| 5–8. | Tommy Bennett David Warren     | 1. Runde        |
| 5–8. | Shawn Hadavi Richard Pham      | 2. Runde        |
| 5–8. | Jack Schipanski Luis Valero    | 2. Runde        |